# Суха Росич
Суха Росич — річка  в Україні, у  Яремчанскій міській раді Івано-Франківської області, ліва притока  Пихи (басейн Дунаю).

## Опис
Довжина річки приблизно 3,5 км. Формується з багатьох безіменних струмків.  

## Розташування
Бере  початок на північному заході від села Волова. Тече переважно на північний захід через урочище Хордова Росич і впадає у річку Пихи, праву притоку Пруту.